# Jürgen Heimbach
Jürgen Heimbach (* 1961 in Koblenz) ist ein deutscher Schriftsteller.

## Leben
Jürgen Heimbach besuchte bis 1978 das Johannes-Gymnasium in Niederlahnstein, das er vor dem Abitur verließ, um eine Lehre zum Groß- und Außenhandelskaufmann in Koblenz zu machen. Über den Zweiten Bildungsweg am Koblenz Kolleg von 1981 bis 1984 erlangte er die Hochschulreife. In dieser Zeit begann Heimbach, sich intensiv mit Film und Fotografie zu beschäftigen. In Mainz belegte er ab 1985 für einige Jahre die Fächer Germanistik und Philosophie und gründete dort mit anderen die Theatergruppe agA und organisierte Theaterfestivals an der Universität, bevor er 1992 das Theater darK.-Halle in der Mainzer Innenstadt mitbegründete, wo er mehrere Inszenierungen zur Aufführung brachte und Festivals mitorganisierte. Von 1997 bis 2009 bildete er mit Peter Heinz, Stephan Truschel und zeitweise Charlotte Löbner die Künstlergruppe V-I-E-R, die raumbezogenen Installationen, Filme, Fotografien, Graphiken und Textarbeiten zeigte.
Seit 1996 arbeitet Heimbach als Redakteur beim Fernsehen (3sat). Nach früheren schriftstellerischen Versuchen nahm er diese Tätigkeit 2007 wieder auf. 2008 veröffentlichte er den Jugendroman Johannes’ Nacht, im Jahr darauf den Kriminalroman Plötzlicher Tod einer Nutte. 2011 erschien sein Kriminalroman Chagalls Rache, 2012 sein Krimi Unter Trümmern, der in der Nachkriegszeit spielt. Unter Trümmern wurde für den Krimi-Blitz in der Kategorie „Nationaler Krimi“ nominiert. 2014 folgte der Kriminalroman Alte Feinde, der ebenfalls für den Krimi-Blitz nominiert wurde. 2016 erschien Offene Wunden, der Abschlussband seiner Nachkriegstrilogie um den aus dem Exil nach Deutschland zurückgekehrten Kommissar Paul Koch. 2019 veröffentlichte er den Roman Die Rote Hand, der 2020 mit dem Friedrich Glauser-Preis für den „Besten Kriminalroman“ ausgezeichnet wurde. Der Kriminalroman Vorboten wurde für die Longlist des Cologne Crime Award 2021 nominiert. Im März 2024 erschien der Kriminalroman "Waldeck", der mehrere Personen an Pfingsten 1964 auf der titelgebenden Burg Waldeck im Hunsrück zusammenkommen lässt, während des ersten Musikfestivals dort. "Waldeck" wurde im Juni 2024 für die Longlist des Crime Cologne Award nominiert.
Kurzkrimis von Heimbach sind in verschiedenen Anthologien veröffentlicht.
Heimbach ist in der Autorengruppe deutschsprachiger Kriminalliteratur „Syndikat“ und war Mitglied in der Krimiautorenvereinigung „Mörderisches Rheinhessen“.
Von 2008 bis 2019 war er Mitglied der Jury des Rheinland-Pfälzischen Jugendbuchpreises. Von 2016 bis 2023 gehörte Jürgen Heimbach der Auswahljury des Deutschen Fernsehkrimi-Festivals an. 2026 ist er Juror in der Jury des Glauser-Preises in der Kategorie Debüt-Roman.

## Werke

### Romane
- Johannes’ Nacht. Ein Mainzer Detektivroman. Societäts-Verlag, Frankfurt am Main 2008, ISBN 978-3-7973-1079-8 (Jugendroman).
- Plötzlicher Tod einer Nutte. Leinpfad Verlag, Ingelheim 2009, ISBN 978-3-937782-86-7 (Kriminalroman).
- Chagalls Rache. Leinpfad Verlag, Ingelheim 2011, ISBN 978-3-942291-19-4 (Kriminalroman).
- Unter Trümmern. Pendragon Verlag, Bielefeld 2012, ISBN 978-3-865323-41-5 (Kriminalroman).
- Alte Feinde. Pendragon Verlag, Bielefeld 2014, ISBN 978-3-86532-389-7 (Kriminalroman).
- Offene Wunden. Pendragon Verlag, Bielefeld 2016, ISBN 978-3-86532-526-6 (Kriminalroman).
- Die Rote Hand. weissbooks.w Verlag, Frankfurt am Main 2019, ISBN 978-3-86337-177-7; Taschenbuchausgabe: Unionsverlag, Zürich 2020, ISBN 978-3293208995 (Kriminalroman).
- Vorboten. Unionsverlag, Zürich 2021, ISBN 978-3293005679 (Kriminalroman). Taschenbuchausgabe: Unionsverlag Zürich 2022, ISBN 978-3-293-20945-9
- Waldeck Unionsverlag, Zürich, 2024, ISBN 978-3293006072 (Kriminalroman)

### Anthologien
- Ein Holz, aus dem man Träume macht. In: Wolfhard Klein (Hrsg.): Perfekte Opfer. Leinpfad Verlag, Ingelheim 2009, ISBN 978-3-937782-89-8.
- Witterungsbedingte Verzögerungen. In: Antje Fries (Hrsg.): Gleich nebenan. Kurzkrimis aus dem Mörderischen Rheinhessen. Leinpfad Verlag, Ingelheim 2010, ISBN 978-3-942291-05-7.
- Von der Schwierigkeit, ein Verbrechen zu planen und anderen Problemen beim Schreiben von Kriminalromanen. In: Sigfrid Gauch, Friederike Harig (Hrsg.): Einblicke – Bekenntnisse aus den Dichterwerkstätten. Rhein-Mosel-Verlag, Zell/Mosel 2010, ISBN 978-3-89801-223-2 (Edition Schrittmacher, Bd. 23).
- Sterben lernen oder In the air tonight. In: Christian Pfarr (Hrsg.): Mörderisches Rheinhessen 4 Ein Mord zu viel. Leinpfad Verlag, Ingelheim 2011, ISBN 978-3-942291-27-9.
- Die Demut des Genießers. In: Sibylle Zimmermann (Hrsg.): Rieslingleichen. Wellhöfer Verlag, Mannheim 2011, ISBN 978-3-939540-79-3.
- Lesen Sie, verdammt! In: Monika Böss (Hrsg.): Inkas Lesetraum(a). Rhein-Mosel-Verlag, Zell/Mosel 2011, ISBN 978-3-89801-230-0 (Edition Schrittmacher Bd. 30).
- Lewwerknepp. In: Antje Fries und Angelika Schulz-Parthu (Hrsg.): Weck, Worscht – Mord! Leinpfad Verlag, Ingelheim 2011, ISBN 978-3-942291-33-0.
- Endstation Nachtasyl. In: Heidrun Immendorf (Hrsg.): Der Tod kommt nachts. Leinpfad Verlag, Ingelheim 2012, ISBN 978-3-942291-44-6.
- Freiheit. In: Claudia Platz, Angelika Schulz-Parthu (Hrsg.): Tödlicher Glühwein. Leinpfad Verlag, Ingelheim 2013, ISBN 978-3-942291-67-5
- Die letzte Kerze. In: Angelika Schulz-Parthu, Gina Greifenstein (Hrsg.): Tödlicher Glühwein. Leinpfad Verlag, Ingelheim 2014, ISBN 978-3-942291-80-4.
- Treibgut. In: Claudia Platz (Hrsg.): Feurio. Leinpfad Verlag, Ingelheim 2014, ISBN 978-3-942291-85-9.
- Moskau Inkasso In: Susanne Kronenberg, Belinda Vogt (Hrsg.): Bei Zitat Mord. Brücken Verlag, Wiesbaden 2015, ISBN 978-3-944080-08-6.
- Treu zum Rhein In: Antje Fries (Hrsg.): 1000 Hügel – 1000 Schatten. 17 historische Kurzkrimis aus Rheinhessen. Leinpfad Verlag, Ingelheim 2016, ISBN 978-3-945782-14-9.
- In der reinen Sphäre treu gehegten Garten- und Familienglücks. In: Leila Emami, Fenna Williams (Hrsg.): Hortus Delicti – Vom Park in den Sarg. Wellhöfer Verlag, Mannheim 2016, ISBN 978-3-95428-212-8.
- Peinliches Verhör. In: Belinda Vogt (Hrsg.): Mörder Tote Kommissare. Books on Demand, 2018, ISBN 978-3-7481-2933-2 (Text geschrieben für den Krimitag 2017).
- Wärmestube für nicht ganz Abgeschlaffte. In: Belinda Vogt (Hrsg.): Mörder Tote Kommissare. Books on Demand, 2018, ISBN 978-3-7481-2933-2 (Text geschrieben für den Krimitag 2018).
- Beste Länd. In: Michael Au, Alexander Wasner (Hrsg.): Gegend Entwürfe 20/21 – Lesebuch für Literatur aus Rheinland-Pfalz. Königshausen & Neumann, Würzburg 2021, ISBN 978-3-8260-6964-2.
- Die Stille am rettenden Ufer In: Belinda Vogt, Thorsten Weiß (Hrsg.): WasserFälle – Rhein-Main-Mord. Books on Demand, 2022, ISBN 978-3-7562-7661-5.
- Der Geruch von Erde in: Klaus Maria Dechant, Brigitte Glaser (Hrsg.): Arsen und Spargelspitzen. emons Verlag, Köln, 2025, ISBN 978-3-7408-2436-5

### Sonstiges
- Nature Morte – rotschwarz Internet-Krimi und Installation von Jürgen Heimbach und Alexander Kehry, 2011 (unter www.flickering.de)
- Für die Autorengruppe Mörderisches Rheinhessen Herausgeber der Kinderkrimi-Anthologien What happened? (Band II, III und IV) im Verlag Dieter Kumpf
- Für die Autorgruppe Dostojewskis Erben Mitarbeit an "Geisel, Gier und Größenwahn", Rache, Raub und Regenwald" und "Schwindel, Schmiergeld, Scheingeschäfte" Mehrfach auf verschiedenen Bühnen mit 12–14 Personen gelesen. Ein kriminalfall, aus drei Perspektiven erzählt.
- Hrsg. von "Schwarzmarktperlen" mit Kurzgeschichten von Vanja Kölsch, Turan Firatli, Sebastian Marhan und Ulrike Früchtenicht, BoD, Norderstedt, 2024, ISBN 978-3-7583-4276-9

## Auszeichnungen/Preise
- Unter Trümmern - nominiert für Krimiblitz in der Kategorie Krimi National (4. Platz der Leserwahl) (2013)
- Alte Feinde - nominiert für Krimiblitz in der Kategorie Krimi National (3. Platz der Leserwahl) (2015)
- Die Rote Hand - Glauserpreis 2020 als bester deutschsprachiger Kriminalroman (2020)
- Vorboten - Longlist des Crime Cologne Award (2021)
- Waldeck - Longlist des Crime Cologne Award (2024)